# Ypsilosthetus
Ypsilosthetus is een geslacht van kevers uit de familie  
kniptorren (Elateridae).
Het geslacht is voor het eerst wetenschappelijk beschreven in 1859 door Candèze.

## Soorten
Het geslacht omvat de volgende soort:
- Ypsilosthetus semiotulus Candèze, 1859